# Блокада Крыма со стороны Украины
Экономическая блокада Крыма со стороны Украины — действия активистов общественных организаций Украины и официальные меры украинского руководства по воспрепятствованию экономическим связям с территорией Крыма, аннексированного Россией в феврале—марте 2014 года. Была введена 20 сентября 2015 года по инициативе группы лидеров меджлиса крымскотатарского народа как «гражданская блокада Крыма», имевшая целью прекращение поставок продовольствия. 28 сентября была также перекрыта железнодорожная ветка, по которой осуществлялись поставки сырья (ильменитовой руды) для крупнейшего промышленного предприятия Крыма — завода Ukrainian Chemical Products в городе Армянске («Крымский Титан», принадлежит Дмитрию Фирташу).
В октябре 2015 года крымскотатарскими и украинскими активистами были предприняты первые попытки ввести энергетическую блокаду Крыма путём повреждения на территории Херсонской области опор линий электропередачи, связывающих полуостров с континентальной Украиной. 20—22 ноября неизвестные взорвали опоры четырёх ЛЭП, в результате чего были полностью прекращены поставки электроэнергии в Крым. При этом активисты в течение двух недель препятствовали восстановлению опор и возобновлению электроснабжения Крыма.
23 ноября правительство Украины в ответ на обращение президента Порошенко, предложившего прекратить грузовое и железнодорожное транспортное сообщение и товарооборот с Крымом, объявило о введении временного запрета на передвижение грузового автотранспорта через границу с Крымом. 16 декабря правительство Украины приняло решение о запрете поставок товаров и услуг в Крым и из Крыма «по всем таможенным режимам… за исключением личных вещей, социально значимых продуктов питания и гуманитарной помощи». 31 декабря 2015 года было объявлено о завершении гражданской блокады.

## Предыстория
15 апреля 2014 года Верховная рада Украины приняла закон «Об обеспечении прав и свобод граждан и правовом режиме на временно оккупированной территории Украины», объявив территории Автономной Республики Крым и города Севастополя «временно оккупированными Российской Федерацией».
С 25 апреля 2014 года между Крымом и Украиной была установлена государственная граница России.
12 августа 2014 года Верховная рада Украины приняла закон «О создании свободной экономической зоны „Крым“ и об особенностях осуществления экономической деятельности на временно оккупированной территории Украины», которым, в частности, предусматривалось осуществление таможенных формальностей при перевозках грузов на территорию Крыма и обратно. С 27 сентября 2014 года украинская таможня работала с Крымом как с иностранным государством — при вывозе товаров с Украины в Крым на них оформлялась экспортная декларация, при ввозе из Крыма на Украину — импортная.
С 27 декабря 2014 года на основании решения СНБО Украины украинским железнодорожным и автоперевозчикам было запрещено осуществлять пассажирское сообщение с Крымом, в связи с чем частные таксисты резко увеличили цены на проезд от станций Вадим и Новоалексеевка до украинских пунктов пропуска. Информация о демонтаже рельсовых путей на приграничных перегонах, по состоянию, на 2017 год, не подтверждена, однако участниками блокады был забетонирован подъездной путь от станции Вадим на завод «Крымский титан».
В апреле 2014 года по решению украинских властей были прекращены поставки воды по Северо-Крымскому каналу, в середине 2015 года — поставки стройматериалов. В сентябре — декабре 2014 года вводились ограничения на поставки электроэнергии. Ограничения были сняты, когда 30 декабря 2014 года были подписаны контракты о поставках угля и электроэнергии из России на Украину.

## «Гражданская блокада»

### Требования организаторов
8 сентября 2015 года на пресс-конференции в Киеве инициаторы акции — народный депутат Украины Мустафа Джемилев, председатель меджлиса крымскотатарского народа народный депутат Украины Рефат Чубаров и вице-президент Всемирного конгресса крымских татар предприниматель Ленур Ислямов — представили документ «Требования участников гражданской блокады Крыма к властям Российской Федерации», среди которых освобождение украинских и крымскотатарских активистов, задержанных российскими властями: Надежды Савченко, Олега Сенцова, Александра Кольченко, Александра Костенко, Ахтема Чийгоза, Мустафы Дегерменджи, Али Асанова и Таира Смедляева, прекращение преследования крымских татар, создание свободных условий работы для украинских СМИ и иностранных журналистов, а также снятие запрета на въезд в Крым для лидеров крымскотатарского народа — Мустафы Джемилева и Рефата Чубарова (Джемилеву и Чубарову въезд в Крым был запрещён в 2014 году на пять лет за разжигание межнациональной розни). Позже к ним добавились требования допустить в Крым представителей международных организаций для мониторинга ситуации с правами человека и «восстановить те демократические права, которые были в Крыму при украинском управлении».

### Действия активистов
Акция, основными участниками которой стали крымские татары и активисты ДУК «Правый сектор» и Гражданского корпуса «Азова», началась в полдень 20 сентября одновременно на всех трёх пунктах пропуска в Херсонской области — КПП «Чаплинка», КПП «Чонгар» и КПП «Каланчак», посредством перекрытия дорог для проезда грузовых автомобилей бетонными блоками. Железнодорожная ветка на Армянск была блокирована активистами общественной организации «Всеукраинский союз ветеранов АТО» и перекрыта бетонными плитами 28 сентября.
Президент Украины Пётр Порошенко, поддержав акцию, заявил, что её целью является «скорейшее возобновление государственного суверенитета над полуостровом». По словам Порошенко, украинские пограничники и МВД получили приказ обеспечивать правопорядок и отсутствие провокаций при проведении акции.
После того, как грузовое движение через границу было заблокировано, члены «Правого сектора» и «Меджлиса» принялись досматривать легковой автотранспорт, проверяя документы у людей, пересекающих границу, сверяя их данные со списком «предателей» на сайте «Миротворец».
12 декабря 2015 года представители «Правого сектора» заявили о завершении своего участия в акции по «гражданской блокаде» Крыма и снятии дежурств на всех блокпостах, пояснив своё решение разногласиями с «партнёрами по блокаде», «фактически устранившими нас от принятия решений» (см. Блокада Крыма со стороны Украины (с 2015)#Энергетическая блокада).

## Энергетическая блокада
Энергосистема Крыма до ввода дополнительных мощностей Балаклавской ТЭС в 2018 году и Таврической ТЭС в 2019 году являлась дефицитной, исторически при СССР основной объём потребляемой электроэнергии покрывался за счет перетоков из других регионов Украины (от Запорожской ТЭС, Запорожской АЭС, из энергосистемы Николаевской области) по четырём высоковольтным линиям электропередачи:
- Мелитополь — Джанкой (330 кВ);
- Каховка — Джанкой (330 кВ);
- Каховка — Островское (330 кВ);
- Каховка — Титан (220 кВ, тупиковая ветка, питающая Армянск и Красноперекопск[31]).

В конце 2014 года Россия и Украина подписали два контракта на период с 30 декабря 2014 по 31 декабря 2015 года. Первый предполагал поставки электричества из РФ на Украину в объёме до 1500 мегаватт, второй предусматривал бесперебойное энергоснабжение Крыма со стороны Украины. Украина рассматривала сотрудничество в этой сфере как страховку на случай форс-мажора. В 2015 году, в частности, российский экспорт помог Украине решить проблему с дефицитом электроэнергии из-за отключения одного из энергоблоков Ровенской АЭС.
В ночь на 6 октября 2015 года неизвестными была повреждена высоковольтная опора одной из ЛЭП, по которым осуществляется подача электроэнергии в Крым. «Правый сектор» вначале заявил, что не имеет отношения к этому инциденту и назвал его «провокацией», направленной на дискредитацию акции по блокаде Крыма. Однако позднее активисты «Правого сектора» поддержали активистов Гражданского корпуса «Азова» и сторонников меджлиса, которые препятствовали ремонту опоры ЛЭП специалистами «Днепрэнерго». Активисты пытались помешать проведению работ, требуя «остановить поставки электричества в Крым, как и товаров народного потребления».
2 ноября пресс-служба ДУК «Правый сектор» сообщила о прибытии в Херсонскую область на административную границу с Крымом подкреплений из Кременчуга, Тернополя, Днепропетровска, Львова, Киева и Полтавы «в связи с полученной оперативной информацией о возможных провокациях из-за сложной внутренней ситуации в стране».
В ночь на 13 ноября 2015 года, с завершением ремонтных работ на Ровенской АЭС, Украина прекратила закупки электричества у России.
20—22 ноября в результате подрыва опор линий электропередачи, по которым с Украины на Крымский полуостров подаётся электроэнергия, были полностью прекращены энергопоставки, при этом активисты в течение двух недель препятствовали восстановлению опор и возобновлению электроснабжения Крыма.
После того, как российские энергетики, максимально ускорив работы по созданию крымского энергомоста, ввели в строй первую нитку, соединившую Крым с Объединённой энергосистемой Юга России, организаторы энергоблокады, представляющие крымскотатарский меджлис, заявили о частичном её снятии и дали согласие на подключение ЛЭП Каховка — Титан. В связи с этим «Правый сектор» 8 декабря заявил, что прекращает своё участие в блокаде Крыма в связи с разногласиями с другими её участниками: «„Правый сектор“ прекращает свою работу на блокаде в рамках „Крымского майдана“… Последнее заявление „Меджлиса крымскотатарского народа“ не было согласовано с нами и другими представителями общественных организаций, добровольческих батальонов и патриотических движений, входящих в штаб „Крымского майдана“ во главе с Ленуром Ислямовым, и направлено на уступки как внешним, так и внутренним врагам Украины».
Минэнерго России подтвердило, что в 01:37 8 декабря ЛЭП 220 кВ «Каховская — Титан — Красноперекопск» начала работу. На 07:00 8 декабря переток электроэнергии составлял 104 МВт, на 16:00 — 151 МВт. Утром 8 декабря Минэнерго России впервые с начала энергетической блокады Крыма сообщило о восстановлении энергоснабжения всех потребителей. Бо́льшую часть потребности полуострова в электроэнергии закрыли собственные источники, а также энергомост с Кубани. По данным крымского управления МЧС России, по состоянию на вечер 12 декабря суммарное потребление электроэнергии в Крыму составляло 844 МВт, из них за счёт собственной генерации — 432 МВт, за счёт перетока по энергомосту «Кубань-Крым» — 219 МВт, за счёт перетока с Украины — 192 МВт.
В декабре 2015 года Киев принял требования активистов и объявил о прекращении поставок электричества в оккупированный Крым с января 2016 года. Правительство Украины предложило продолжить поставки, если в договоре Крым будет указан как «временно оккупированная территория Украины».
В ночь с 30 на 31 декабря энергопоставки в Крым с Украины вновь были прекращены — по заявлению украинской стороны, в связи с падением поваленной сильным ветром опоры ЛЭП (по другим данным, опора была повреждена в результате подрыва). Электроснабжение так и не было восстановлено в связи с истечением срока действия контракта между Россией и Украиной о взаимных поставках электроэнергии.
Условие Украины обозначить Крым как оккупированную территорию было неприемлемо для президента РФ. 1 января в России опубликовали результаты опроса, где «93,1 % крымчан не согласны на заключение контракта с украинской стороной на поставку электроэнергии в Крым и Севастополь, если в нём будет указано, что они являются частью Украины. Поддерживают данное предложение только 6,2 %».

## Водная блокада
По решению властей Украины в 2014 году была перекрыта подача воды в Северо-Крымский канал, который обеспечивал 85 — 87 % потребностей Крыма в воде для питьевых и хозяйственных нужд. Вода, кроме питьевых целей, использовалась для полива 140 000 га сельхозугодий. Проблема водоснабжения Крыма частично была решена за счёт использования подземных источников, бурения новых артезианских скважин, реконструкции водохранилищ, питаемых из рек горного Крыма. Общая проектная производительность 3 строящихся в Нижнегорском и Джанкойском районах водозаборных узлов должна составить до 200 тыс. м3/сут, ведутся работы по прокладке новых водоводов. Однако, проблему подачи воды для орошения сельхозземель решить пока не удалось, что привело к сокращению сельхозпроизводства на орошаемых землях на 90 %, также пострадали рыбоводческие хозяйства. В некоторых регионах Крыма из-за низкого качества артезианской воды наблюдаются проблемы и с питьевым водоснабжением. Украина оправдывает свою блокаду тем, что местных источников пресной воды «хватает для питьевых целей», а Украиной блокируется только вода для военных, промышленных и сельскохозяйственных предприятий оккупантов.
К 2025 году Россией планировалось завершение реконструкции Межгорного водохранилища и полное удовлетворение потребности Крыма в воде. Прорабатывались варианты подачи пресной воды по водоводу из Кубани, строительства завода по опреснению морской воды в Судаке. Для орошения сельхозземель планировалось использовать очищенные сточные воды, также ведутся работы по сокращению потерь воды в открытых источниках.
Как считает ряд специалистов, вода из артезианских скважин не сможет надолго закрыть все потребности Крыма в питьевой воде, в связи с постепенным истощением и засолением подземных водоисточников. Для улучшения качества питьевой воды на водозаборных узлах в 93 населенных пунктах планируется установить станции доочистки питьевой воды.
24 февраля 2022 года, в ходе боевых действий в Херсонской области, Россия разблокировала канал для подачи воды в Крым. Глава Крыма Сергей Аксёнов поручил подготовить канал к приёму воды.

## Реакция

### Общественность Украины
Акция крымскотатарского меджлиса была поддержана активистами добровольческого батальона территориальной обороны «Айдар», организацией «Правый сектор», а также представителями Гражданского корпуса «Азова». Как сообщила пресс-служба организации «Правый сектор», «в акции по блокированию Крыма участвовать разрешено только по согласованию с руководством областных отделений „Правого сектора“ или с командирами подразделений Добровольческого украинского корпуса». На территории проведения акции действует оперативный штаб «Правого сектора».
По мнению председателя Одесской ОГА Михаила Саакашвили, блокаду Крыма следовало проводить на официальном уровне, а не силами общественных организаций и активистов: «Такие вещи должны осуществлять официальные государственные формирования, а не часть общества с оружием». По мнению Саакашвили, подобные неофициальные формирования после этой блокады захотят получить власть, уверенные в том, что раз «мы уже перекрыли границу — значит, мы и есть власть».
По мнению руководителя парламентской фракции «Оппозиционного блока» Юрия Бойко, подлинная цель блокады состоит в дестабилизации ситуации в стране: «На востоке уже несколько недель не стреляют. Очевидно, что радикальные элементы пытаются создать новую точку дестабилизации, „расшатать“ ситуацию в стране. А власть вольно или невольно поощряет эту провокацию».

### Предприниматели Украины
Наибольшую обеспокоенность среди украинских представителей пищевой промышленности объявление продовольственной блокады Крыма вызвало у виноделов. Как сказал агентству «Интерфакс-Украина» первый заместитель гендиректора корпорации «Укрвинпром» Владимир Кучеренко, продовольственная блокада Крымского полуострова будет иметь последствия прежде всего для украинских винодельческих предприятий, поскольку они не смогут выполнять контракты на поставку виноматериалов в Крым.
На пивоваренной промышленности продовольственная блокада Крыма никак не отразится, поскольку их продукция не поставляется на полуостров в связи с запретами Роспотребнадзора. Аналогичные проблемы с Роспотребнадзором имеются и у украинских птицеводов. По словам гендиректора ассоциации «Союза птицеводов Украины» С. Карпенко, поставки яиц и мяса на полуостров были минимальными: производители, имевшие разрешения на поставки продукции в Крым, отправляли туда одну-две машины в месяц.

### Международное сообщество
Помощник Генерального секретаря ООН Иван Шимонович, выступая 29 сентября 2015 года с устным докладом о ситуации на Украине перед Советом ООН по правам человека в Женеве, заявил, что экономическая блокада полуострова Крым лишь усилит разногласия между Киевом и Симферополем, увеличит проблемы обеих сторон: «В то время как разочарование, вызванное у крымских татар из-за ситуации в Крыму, вполне понятно, я уверен, что именно жители Крыма в конце концов заплатят цену за эту инициативу. Это может привести к увеличению разделения между Украиной и Крымом, а также экономически навредить обеим сторонам, в то время как ни одна из них не может себе такого позволить по экономическим причинам».
9 декабря 2015 года Управление верховного комиссара ООН по правам человека представило доклад о ситуации на Украине, в котором, в частности, указывалось на нарушения прав человека, допускавшиеся активистами в ходе продовольственной блокады: «Активисты, участвующие в блокаде, незаконно выполняли функции правоохранительных органов, такие как проверки документов и обыск транспортных средств, при явном попустительстве украинских властей». Также отмечалось, что волонтёры в военной форме, масках и балаклавах останавливали и досматривали легковые машины, хотя ограничения на проезд касались лишь грузовых перевозок. К тем, кто отказывался от досмотра, применялись угрозы, запугивания и физическая сила. Участники блокады, по словам авторов отчёта, располагали неким «списком предателей», на основании которого производились задержания. В качестве примера была приведена информация об избиении одного из жителей Крыма, у которого был обнаружен российский паспорт, выданный на полуострове.
В опубликованном 3 марта 2016 года докладе УВКПЧ рекомендовало Украине расследовать все заявления об ущемлении прав человека участниками блокады Крыма и задержать нарушителей, а также «обеспечить общественный порядок и верховенство права в южных районах Херсонской области».

### Госсовет Республики Крым
13 января 2016 года Государственный совет Республики Крым принял заявление, в котором расценил энергоблокаду полуострова со стороны Украины как геноцид крымчан: «Блокада Республики Крым под предводительством депутатов Верховной рады Украины Мустафы Джемилева, Рефата Чубарова, а также группы лиц, фактически действующих под контролем властей Украины, под руководством Ленура Ислямова продолжается уже более четырёх месяцев. Это отражено в ежедневных отчётах Специальной мониторинговой миссии ОБСЕ в Украине и являет собой наглядный пример грубейшего нарушения прав человека, преступлений на почве ненависти, геноцида, которые наносят ущерб гражданскому населению Крыма», — говорится в документе.
Блокада подачи пресной воды в Крым с Украины также, по мнению Госсовета Крыма, является нарушением международных норм.

### Общественность России
В ответ на водную блокаду Крыма лидер ЛДПР В. Жириновский «пригрозил» Украине перекрыть Днепр.

## Последствия блокады и предпринимаемые меры

### Торговая блокада
Имелись опасения, что прекращение из-за блокады поставок сырья на предприятие «Крымский Титан» может привести к остановке производства и, как следствие, потребует дорогостоящей замены оборудования, которое из-за особенностей производственного процесса выйдет из строя. Позднее, однако, поступили сообщения, что предприятие работает в обычном режиме.
В связи с введением блокады Крыма Министерством транспорта РФ было принято решение о первоочерёдном пропуске через Керченскую паромную переправу горюче-смазочных материалов и продовольствия, при этом был ограничен ввоз некоторых других категорий грузов — в частности, минеральных удобрений.
Сразу же после начала блокады около 30 торговых сетей и товаропроизводителей в Крыму подписали с крымским правительством меморандум о взаимопонимании, имевший целью стабилизировать ценовую ситуацию на потребительском рынке полуострова и сдержать возможный рост цен.
В Республике Крым был создан стратегический запас продовольствия, который должен был позволить избежать роста цен и дефицита товаров на случай сбоев в работе Керченской паромной переправы.

### Энергоблокада
С прекращением подачи электроэнергии с континентальной Украины в Крыму был введён режим чрезвычайной ситуации и начаты веерные отключения, поскольку местные электростанции способны обеспечивать лишь около 30 % потребностей полуострова. Крымские предприятия для экономии электроэнергии были остановлены. Оказавшись отрезанным от поставок электроэнергии с Украины, Крым был вынужден наращивать объём собственной генерации — за счёт работы местных электростанций, резервных источников энергоснабжения, дизель-генераторных установок и мобильных электростанций. Это позволило снизить число отключённых потребителей с миллиона до 192 тыс.
В связи с тем, что украинские власти не обеспечили восстановление энергоснабжения Крыма, в качестве ответной меры были приостановлены отгрузки российского угля энергетическим и металлургическим предприятиям Украины.

### Частичное снятие энергоблокады
7 декабря глава Республики Крым Сергей Аксёнов заявил, что крымские власти откажутся принимать поставки электроэнергии с Украины в случае их возобновления: «Мы уже давно отказались от всего украинского. Они перекрыли рынок поставок стройматериалов полгода назад, продовольствия — три месяца назад, воду в самом начале перекрыли. Электроэнергия была последняя „нитка“, которая связывала нас с Украиной. Вот сегодня мы отрезаны уже полностью и не имеем намерений вновь поддерживать эти отношения».
8 декабря 2015 года, после частичного снятия энергоблокады, Минэнерго России приняло решение отключить резервные источники энергоснабжения. При этом были продолжены работы по переброске в Крым дополнительных источников электроэнергии — в частности, по перебазированию из Владивостока двух принадлежащих ПАО «РАО ЭС Востока» мобильных электростанций мощностью по 22,5 МВт каждая, одна из которых прибыла в Крым 17 декабря.
В пресс-службе Минэнерго России, однако, 8 декабря заявили, что, несмотря на то, что мобильные газотурбинные электростанции и дизель-генераторные установки, оперативно переброшенные в Крым, позволили пройти кризисный период — полностью обеспечить энергоснабжение социально значимых объектов и периодическое подключение всех бытовых потребителей в наиболее сложный момент до запуска энергомоста из Краснодарской энергосистемы в Крым, — «технологически для обеспечения более надёжного энергоснабжения потребителей Крыма в настоящее время оправданы поставки электроэнергии из Украины. По мере увеличения мощности перетока по энергомосту из Кубанской энергосистемы в Крым объёмы закупок украинской электроэнергии будут снижаться. Украинская сторона, в свою очередь, обязана соблюдать требования контракта на поставку электроэнергии в Крым».
9 декабря президент России Владимир Путин поручил возобновить поставки угля на Украину в ответ на возобновление Украиной перетока электроэнергии в Крым.
В ночь с 30 на 31 декабря 2015 года энергоснабжение по единственной остававшейся ЛЭП, соединявшей Украину с Крымом, было прекращено окончательно.
Одной из основных мер, предпринятых правительством России в связи с энергоблокадой, стало решение об ускорении строительства энергомоста в Крым. 2 декабря 2015 года президент России Владимир Путин специально прилетел в Симферополь, чтобы запустить первую очередь энергомоста. С началом работы первой нитки энергомоста удалось обеспечить электроэнергией подавляющее большинство потребителей Крыма, начать в полной мере отопительный сезон. 15 декабря была запущена вторая линия первой очереди энергомоста «Кубань — Крым», благодаря чему на полуостров стало поступать дополнительно 200 МВт.

### Полное снятие энергоблокады
В первой половине 2016 года была запущена вторая очередь энергомоста (третья нитка — 14 апреля, четвёртая — 11 мая), что вывело его на полную мощность.
Во второй половине мая 2016 года власти Крыма отменили режим чрезвычайной ситуации.

### Уголовное преследование организаторов блокады
Ранее прокурор Республики Крым Наталья Поклонская сообщила, что организаторов энергоблокады Крыма, причинившей региону значительный ущерб, объявят в розыск, а их имущество на территории России будет арестовано. Крымское управление ФСБ возбудило уголовное дело по части 2-й статьи 281-й Уголовного кодекса РФ («диверсия»), по которой предусмотрено наказание до 20 лет лишения свободы.
Суд наложил арест на имущество одного из организаторов продовольственной и энергетической блокады Крыма Ленура Ислямова.

## Меры руководства Украины
23 ноября 2015 года президент Украины Пётр Порошенко обратился к правительству Украины с предложением изучить вопрос о прекращении грузового транспортного сообщения и товарооборота с Крымом. В тот же день премьер-министр Украины Арсений Яценюк созвал внеочередное заседание правительства Украины, на котором рассматривались вопросы энергообеспечения, а также поставок продовольствия в Крым, и в итоге правительство Украины временно запретило перемещение грузовых потоков через границу с Крымом.
16 декабря 2015 года правительство Украины приняло решение о запрете поставок работ, товаров и услуг в Крым и из Крыма. Действие постановления не распространяется на поставку из Крыма на Украину товаров, имеющих стратегическое значение для отраслей экономики и безопасности государства, при подтверждении Министерства экономического развития и торговли, а также на ввоз в Крым гуманитарной помощи, оказываемой международными гуманитарными организациями в соответствии с перечнем, утверждённым Министерством социальной политики. Было установлено, что для поставок электроэнергии в Крым будет требоваться отдельное разрешение Совета национальной безопасности и обороны (СНБО) Украины.